# Tartar
Tartar este un oraș din Azerbaidjan, capitala raionului Tartar.